# New Llano
New Llano és una població dels Estats Units a l'estat de Louisiana. Segons el cens del 2000 tenia 2.415 habitants.

## Demografia
Segons el cens del 2000, New Llano tenia 2.415 habitants, 925 habitatges, i 640 famílies. La densitat de població era de 961,3 habitants/km².
Dels 925 habitatges en un 40,8% hi vivien nens de menys de 18 anys, en un 46,4% hi vivien parelles casades, en un 18,3% dones solteres, i en un 30,8% no eren unitats familiars. En el 24,4% dels habitatges hi vivien persones soles el 5,1% de les quals corresponia a persones de 65 anys o més que vivien soles. El nombre mitjà de persones vivint en cada habitatge era de 2,61 i el nombre mitjà de persones que vivien en cada família era de 3,11.
Per edats la població es repartia de la següent manera: un 30,8% tenia menys de 18 anys, un 10,6% entre 18 i 24, un 33,5% entre 25 i 44, un 19,7% de 45 a 60 i un 5,3% 65 anys o més.
L'edat mediana era de 29 anys. Per cada 100 dones de 18 o més anys hi havia 95,8 homes.
La renda mediana per habitatge era de 35.417 $ i la renda mediana per família de 34.271 $. Els homes tenien una renda mediana de 26.563 $ mentre que les dones 20.500 $. La renda per capita de la població era de 15.902 $. Entorn del 13,5% de les famílies i el 15,6% de la població estaven per davall del llindar de pobresa.

## Poblacions més properes
El següent diagrama mostra les poblacions més properes.